# South Savernake with Brimslade and Cadley
South Savernake with Brimslade and Cadley var en civil parish från 1858 till 1934 då den blev en del av Savernake, i grevskapet Wiltshire, i England. Civil parish var belägen 20 km från Swindon och hade 157 invånare år 1931.